# Два старики
«Два старики» (англ. Two Old Tars) — американська короткометражна кінокомедія Генрі Лерман 1913 року з Роско Арбаклом в головній ролі.

## У ролях
- Роско «Товстун» Арбакл  — перший старий
- Нік Коглі — другий старий
- Джордж Джеске — поліцейський